# 다카야정 (히로시마현)
다카야정(일본어: 高屋町)은 일본 히로시마현 가모군에 존재했던 정이다. 
1970년 4월 20일에 가모군 사이조정·시와정·하치혼마쓰정과 함께 합병해 히가시히로시마시에 이행함에 따라 소멸되었다.